# Onitsha Bridge
Die Onitsha Bridge, auch Niger River Bridge, führt die Nationalstraße A 232 über den Niger und verbindet die Orte Onitsha im Bundesstaat Anambra und Asaba im Bundesstaat Delta in Nigeria. Sie ist bis zur Eröffnung der Zweiten Nigerbrücke bei Onitsha die wichtigste Straßenverbindung zwischen Nigarias Südwesten und Südosten.
Die stählerne Fachwerkbrücke ist 1404 m (4606 ft) lang und 19,5 m breit. Ihre Fahrbahn zwischen den parallelgurtigen Fachwerkträgern und den nachträglich als Rammschutz eingebauten Trägern ist heute ca. 10 m breit. An beiden Seiten ist außerhalb der Fachwerkträger ein Geh- und Radweg montiert. Ihre 9 doppelten Stahlbeton-Pfeiler haben Achsabstände von rund 130 m, nur die beiden Öffnungen über den Ufern sind rund 180 m weit.
In den 1950ern erstellte NEDECO, ein niederländisches Ingenieurbüro, eine Machbarkeitsstudie und erste Planungskonzepte. Gebaut wurde die Brücke von dem französischen Baukonzern Dumez in den Jahren 1964 und 1965.
Im Biafra-Krieg (1967–1970) wurden zwei Öffnungen gesprengt, die nach dem Krieg durch eine Bailey-Brücke vorläufig repariert und später auch dauerhaft wiederhergestellt wurden.
2014 wurde die überlastete Brücke repariert.
Im Mai 2020 kam es in der Corona-Pandemie zu Spannungen, als die Brücke vorübergehend mit stählernen Gittertoren gesperrt wurde.